# 싱가포르 민방부대
싱가포르 민방부대(Singapore Civil Defence Force, Pasukan Pertahanan Awam Singapura, 新加坡民防部队, சிங்கப்பூர் குடிமைத் தற்காப்புப் படை)는 싱가포르에서의 화재 진압과 인명 구조, 구급, 민방위를 담당하는 조직이다.

## 역사
1855년 초에 소방위원회가 설치되었으나, 1855년 11월 7일에 발생한 대화재로 경찰, 세포이, 해병, 죄수로 구성된 소방대가 형성되었다. 1888년에 처음으로 전문적인 소방대가 설치되었고, 1909년에는 3개의 소방국이 설치되었다. 독립 이후 싱가포르 소방대는 1980년에 싱가포르 소방본부로 변경되었다가, 1982년에 '국가 민방위계획'이 수립되면서 현재와 같이 개편되었다.